# Россо Фйорентіно
Ро́ссо Фйоренті́но (справжнє ім'я Джован-Баттіста ді Якопо ді Ґаспарре італ. Giovan Battista di Jacopo di Gasparre; 1494, Флоренція — 1540, Фонтенбло, Франція) — прізвисько італійського художника (тобто Рудий флорентієць), представника італійського маньєризму і так званої школи Фонтенбло. Малював фрески і вівтарні образи, релігійні картини. Декоратор. Один з ранніх представників Маньєризму.

## Біографія та основні роботи
Джован-Батіста ді Якопо, відоміший як Россо Фйорентіно, народився в Флоренції в 1494 році. Його народження та життя багато в чому припало на період кризи мистецтва італійського Відродження. Так, у 1492 році помер Лоренцо Медічі, який до цього зміг гарантувати Флоренції 25 років стабільності та процвітання і якому вдалося встановити баланс сил між найбільшими державами півострова. Зі смертю Лоренцо цей еквілібриум розсипався, в 1494 на півострів вторглися французи й на наступні 50 років Італія стала ареною боротьби між Іспанією, Францією та Священною Римською Імперією. Трагізм, криза гуманізму і відчуття зламу викликані цими подіями багато в чому знайдуть відгук в його індивідуальному артистичному стилі.
На наступний день після народження він був хрещений, але зі зберігшихся документів невідомо ім'я мати, у той же час недавні дослідження показали, що його брат був монахом з ордену сервітів, що заразом пояснює протекцію, яку йому надавав цей орден впродовж його життя.
Вже з самого початку стала проявлятися його індивідуальна манера. Вазарі стверджує, що лише в небагатьох майстрів Россо хотів навчатися мистецтву, бо мав свою власну думку і погляди на манеру живопису, і вони були відмінні од поглядів та манери більшості майстрів.
Россо був учнем Андреа дель Сарто, який своєю чергою був одним з піонерів стилю маньєризм. Разом з ним учнем в Андреа дель Сарто був Понтормо, одноліток Россо і теж один з найпрославленіших живописців маньєризму. Вони разом працювали над розписом кьостру в монастирському комплексі Сантіссіма Аннунціата (Santissima Annunziata) в якій якраз брат Россо служив монахом.

### Алтарний образ Спедалінго

Алтарний образ Спедалінго (Россо Фйорентіно, 1518)

Однією з перших самостійних робіт в якій відобразились риси його індивідуального стилю став алтарний образ Спедалінго (Pala dello Spedalingo), який передбачався для Церкви Всіх Святих у Флоренції. За твердженням Вазарі замовник коли побачив незакінчений варіант даної роботи був наляканий, лиця святих здавались нелюдяними та жахливими, але Вазарі передає, що Россо  перед закінченням роботи все таки трохи пом'якшив вирази фігур. Врешті решт замовник прийняв роботу, але відправив її в маленьку церкву забуту серед Апеннінських гір. Даний шедевр залишався там протягом майже 400 років і був привезений і виставлений в галереї Уффіці лише в 1900 році. Дана робота в близькому компонуванні фігур, в їх самій об'ємності видає впливи рельєфів Донателло а кощава, виснажена фігура святого Єроніма з його акцентованими худими ребрами, виразним кістьми ключиць, впалим животом свідчить не тільки про ймовірне вивчення анатомії на кадаврах, а й про зміну в відображенні цього сюжету в сторону темнішого та тривожнішого. Лиця святих вже не є безтурботними й повними гармонії, як це зустрічається в більшості картин цього типу. Вирази облич святих допитливі, стурбовані, виражають напруження та здивування.
Такі характеристики ще помітніші в незакінченій картині Алегорія спасіння (Allegoria della Salvezza): кістлява, змарніла фігура святої Єлизавети зліва, тривога та біль в лиці Матері, що вже наперед знає трагічну долю свого малого сина, а також повна відсутність пейзажу і розміщення фігур в невизначеному, нематеріальному просторі.

### Зняття з Хреста (Вольтерра)

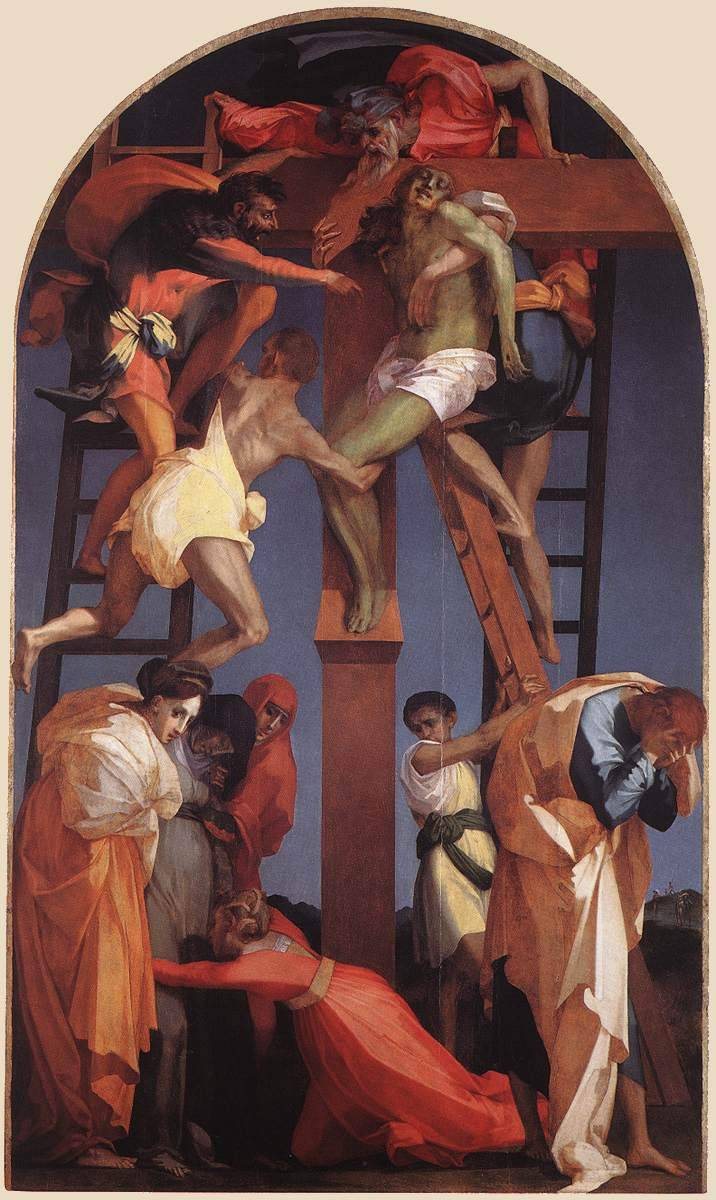
Зняття з Хреста (Россо Фйорентіно, Вольтерра, 1521)

В 1518—1522 роках Россо подорожував Італією в пошуках роботи: Пйомбіно, Неаполь, Рим, Вольтерра — на цей період припадають більшість зроблених ним потретів. В Пйомбіно для молодого володаря цього маленького прибрежного князівства він виконав портрет. З Пйомбіно він найімовірніше вирушає до древнього міста Вольтера, що стоїть на високому схилі посеред досить безлюдної місцевості, там він виконав одні з своїх найвідоміших робіт.
Картина «Зняття з Хреста» яка знаходиться в муніципальному музеї Вольтерри — невеликого древнього міста в самому центрі Тоскани — є однією з найліричніших робіт всього Чинквеченто. Тема зняття з хреста й покладення в труну буде цікавити художника протягом усього життя, сам Вазарі зазначає, що першою його роботою була фреска з мертвим Христом. Россо також виконав роботу на цю тему для князя Пйомбіно, але вона не збереглася. Ще одним шедевром є «Мертвий Христос» — картина яка знаходиться у Флоренції. Насамкінець рятуючись від жахливого розграбування Рима (1527) й опинившись в містечку Сан Сеполькро він ще раз повторить цей сюжет, але в набагато темніших й химерніших тонах.
Але вольтерське «Зняття з Хреста» є унікальним за своїм стилем. Вражає вся кольорова гама використана в картині, плавний, майже непомітний перехід синього неба з ясного в темніше, що складає фон картини і відображає настання сутінків. Художник в цій роботі використовує яскраві компліментарні кольори, що доповнюють один одного і які в деяких місцях досягають майже флуоресцентної яскравості. Лінії, майже геометризм картини не можуть залишитись непоміченими: різкі, загострені кути, які впираються в простір картини, геометризм та симпліфікація вбрання персонажів майже передчувають роботи кубізму. Доведені до розпачу, збожеволілі лиця персонажів (в особливості святого Нікодима в самому верху картини) а також судорожні, конвульсивні тіла та рухи персонажів передають небачений трагізм й драматизм.
В Вольтеррі також знаходиться ще його одна картина — алтарний образ Вілламанья (La Pala di Villamagna) де зображена Мадонна з Дитям й по боках знаходяться Іоанн Хреститель і святий Варфоломій. Композиція картини надзвичайно проста, а характеристики, які проявились в його минулій роботі, стали ще акцентованішими, настільки, що спрощення та геометризм фігур досяг тут свого максимуму, а лице Мадонни більш схоже на неовізантійську ікону.

### Роботи у Флоренції

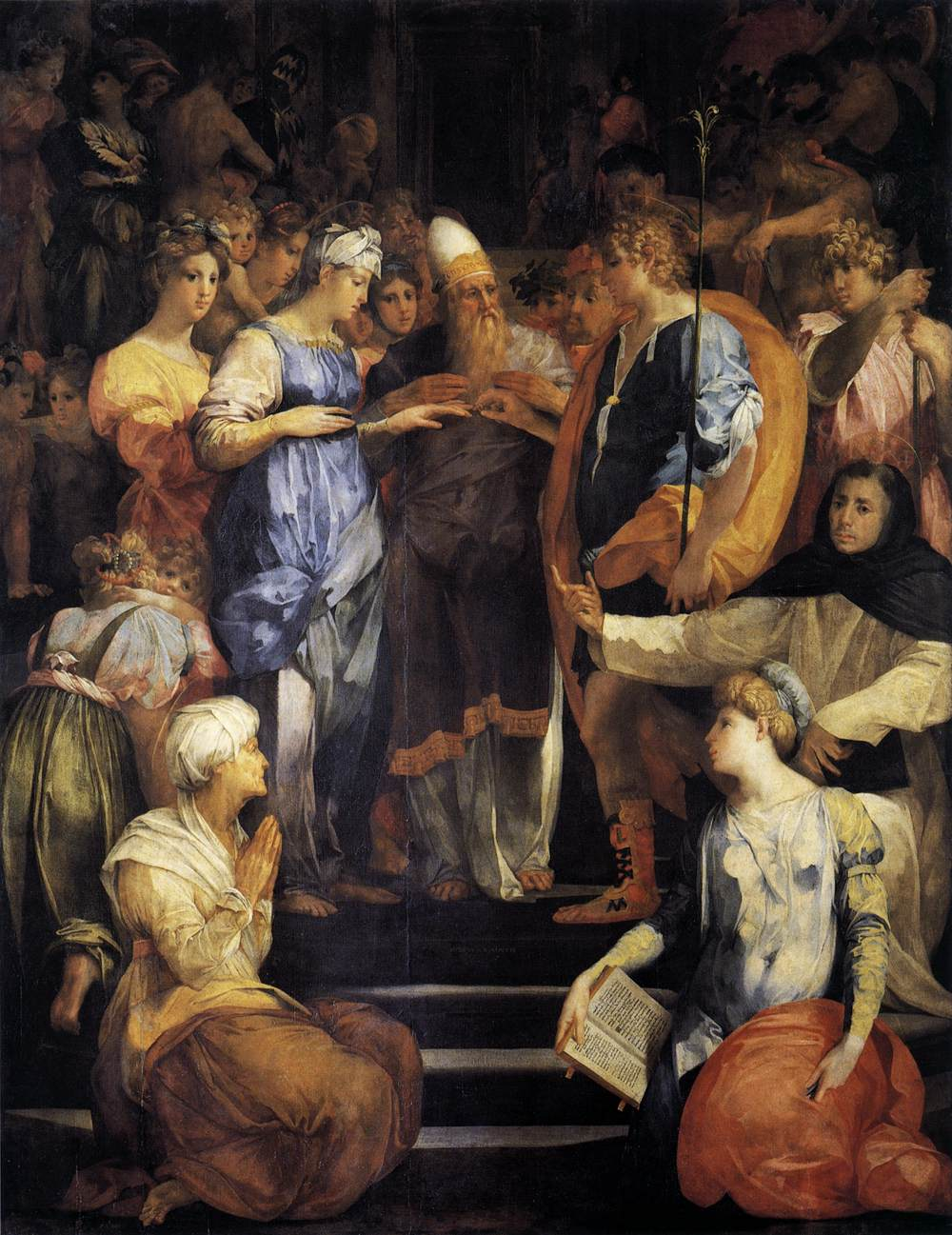
Обручення Діви Марії (Россо Фйорентіно, 1523)

Після робіт в Вольтеррі Россо повернувся у Флоренцію, але вже як відомий художник. У Флоренції він виконав картини «Обручення Діви Марії» та «Мойсей, який захищає дочок Їтро». Як мінімум перша з них має вже класичніший, граціозний та спокійний характер, який є характерним для флорентійської манери живопису і може бути свідченням того, що у Флоренції Россо мав дослухатись до смаків та побажань замовників і мав дотримуватися, хоча б частково, стилю, що був у моді.
Але в картині «Мойсей, який захищає дочок Їтро» в жорстокій і різкій динаміці бою, в лютих, скажених рухах знову проявляється нестримна манера художника — так звана terribilità. В даній роботі в анатомії і пластиці тіл дуже сильно відчутний вплив рисунка Мікеланджело «Битва при Кашині», а в жорстокості та експресивності «Битва при Анг'ярі» Леонардо

### Розграбування Риму
В 1524 році Россо Фіорентіно вже маючи трохи більше тридцяти років і будучи вже доволі відомим художником направляється в папський Рим, який надавав більше можливостей художникам і який з роботами Рафаеля та Мікеланджело вже перебрав у Флоренції титул столиці Ренесансу. На жаль у Римі його індивідуальна манера, сильно відмінна від класичних канонів встановлених Рафаелем була піддана критиці і він так і не закінчив розпис капелли Чезі (capella Cesi).
Згодом в Римі Россо став свідком страшних події. 1527 року безконтрольні, неоплачувані, погано організовані війська Карла V, більшість з яких були Протестантами і які були розлючені розкішшю і багатством Папства підійшли до Риму й після недовгої облоги взяли його штурмом. Більшість захисників були вбиті, багато мешканців були закатовані солдатами, палаци та домівки були вщент пограбовані, вважається, що дане пограбування міста було ще гіршим ніж трагічно знамените розграбування Риму вандалами за тисячоліття до того. Россо, який тоді знаходився в Римі, як розказує Вазарі, «попав в полон до німців і з ним дуже погано обходились»". Коли його відпустили він втік в Перуджу, а звідти до міста Сан Сеполькро, там його прийняв єпископ, для якого він пару років тому намалював картину с сюжетом на тему мертвого Христа.

### Зняття з Хреста (Сан-Сеполькро)
В Сан Сеполькро він знову взявся за звичний для нього сюжет над яким він медитував вже багато років — Покладення в труну. В даній роботі його стиль відходить в сторону ще химернішого, темнішого та моторошнішого, що не може не бути наслідком пережитого ним під час пограбування Риму. Вся картина занурена в морок та темряву, на передньому плані центральними є фігури мертвого Христа та його Матері. Мертве й змарніле тіло Христа зображено надзвичайно реалістично, сильно виділяється худа грудна клітка й ребра. А на задньому фоні, в темряві стоять дивні, химерні фігури — серед яких вирізняється страшне, звіряче, деформоване обличчя фігури, яку одні дослідники вважають персоніфікацією зла, інші римським солдатом, який розпинав Христа, треті взагалі персоніфікацією самого Диявола

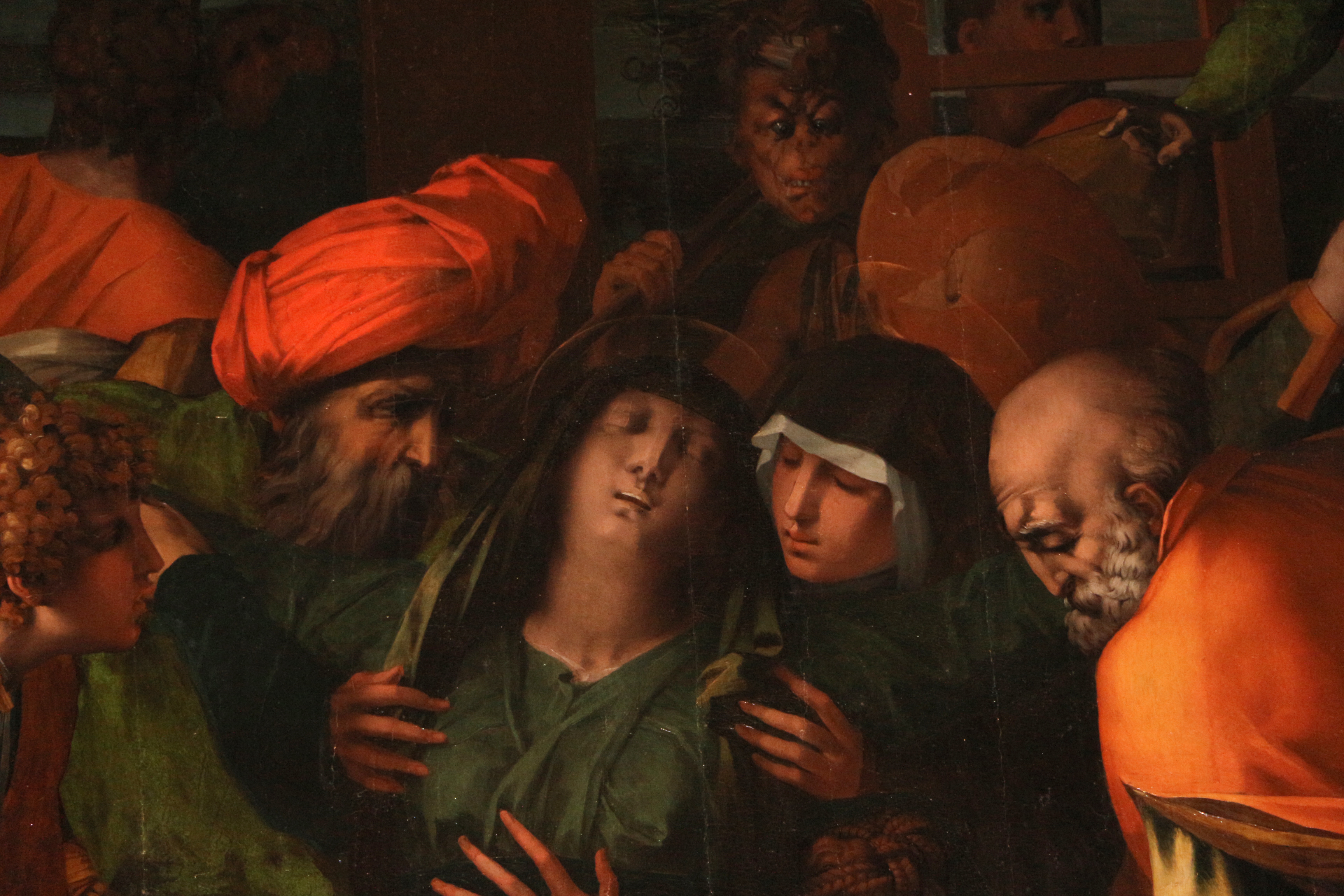
Покладення в труну (Россо Фйорентіно, Сан-Сеполькро, деталь, 1527)

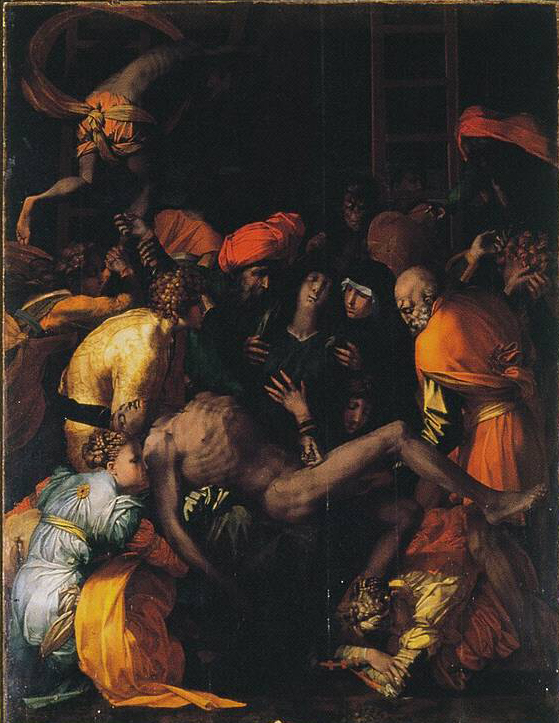
Покладення в труну (Россо Фйорентіно, Сан-Сеполькро, 1527)

Також він виконав картину для міста Чітта ді Кастелло, а потім перебрався до Ареццо, де мав змогу познайомитись з молодим Вазарі, який потім напише його біографію, як і біографію інших відомих художників, скульпторів та архітекторів Ренесансу. З міст в яких він працював (Вольтерра, Пйомбіно, Сан Сеполькро) можна побачити, що він був художником радше для провінції й як художник маргіналізувався, до того ж замовники в цих маленьких містах сприймали його радикальні інновації, симпліфікації фігур, індивідуалізм в рисунку за архаїчний, традиційний стиль минулого століття до якого вони звикли.

### Еміграція у Францію
Але в 1530 році, можливо за посередництва посла Франції у Венеції, Россо перебирається до Франції та знаходить притулок при дворі Франциска I. У Франції вже знаходилось багато італійських художників, митців, поетів та політичних фігур, їх еміграція туди почалась з переїзду до Франції Леонардо да Вінчі й сильно посилилась після підкорення і остаточного знищення Флорентійської Республіки в 1532 році. Облога Флоренції в 1529—1530 й турбулентні перші роки нового герцогства зменшили можливості й кількість замовлень для художників й вони мусили або шукати роботу в провінції, або емігрувати в інші країни. Россо емігрував у Францію.
Там він був прийнятий з усіма почестями, отримав будинок в передмісті Парижа, 400 скуді на місяць й був назначений основним майстром над усіма роботами, розписами й декораціями королівського палацу в Фонтенбло. У Фонтенбло він розписав знамениту галерею Франциска I. У Франції Россо після багатьох поневірянь на батьківщині, розграбування Рима, роботи в провінційних містечках й знищення Флорентійської Республіки все таки зміг знайти благополуччя і спокій й мав, як передає Вазарі, апартаменти в королівському палаці, слуг, коней й жив як принц.

### Смерть
Вазарі розказує, що одного разу в нього пропала велика сума грошей і всі підозри пали на його учня — Франческо. Россо звинуватив його в крадіжці і Франческо було піддано спочатку допитам, а потім тортурам. Але Франческо був невинний і навіть під час допитів і тортур не видав нічого, що могло б звинуватити його в крадіжці. Россо зрозумівши, що помилково звинуватив свого друга й прирік того на тортури та страждання, відчував сором та ганьбу, до того ж проти нього були висунуті зворотні звинувачення в наклепі. Незабаром він попросив одного з своїх помічників привезти з Парижу сильну суміш, яка йому мала б знадобитись для створення і змішування фарб. Саме цю отруйну суміш Россо використав, щоб відібрати своє життя. Отрута подіяла дуже швидко і Россо помер у віці 46 років. Незадовго до цього Россо в останній раз звернувся до своєї улюбленої, багато раз обдуманої теми мертвого Христа й намалював П'єту, яка зараз знаходиться в Луврі.
Але хоч дані деталі смерті і розказані Вазарі, який своєю чергою є основним джерелом біографії Россо і який в юнацтві був знайомий з Россо, але вони не мають під собою фактичного підґрунтя. Скоріш за все дані незвичайні та трагічні деталі смерті є легендою, яка мала б дати адекватне пояснення несподіваній смерті незвичайного, ексцентричного митця, який зміг піднятись від оригінального, незрозумілого, але провінційного художника до статусу одного з головних художників при королівському дворі Франції. Скоріш за все людська уява не могла змиритись з таким простим кінцем, як наприклад хвороба, для такого непростого й незвичайного художника й видумала таку легендарну історію його смерті, яка була і записана Вазарі.

## Характеристика і особливості стилю
Вазарі дав йому таку характеристику "він був дуже поетичним у композиції своїх фігур, в малюнку гордий і переконливий до якого ще й додавалась витончена манера і жах (так звана terrbilità) екстравагантних речей… В архітектурі він був найвидатнішим і надзвичайним, і завжди, яким би бідним він не був, він був багатий духом і величчю.
Стиль Россо виник із драматичної концепції життя, породженої крахом стабільних цінностей, що спонукало художника до безупинного експериментування та цікавості. Россо був незалежний духом і усвідомлював всю оригінальність свого стилю.
Хоч він стояв на плечах таких гігантів Ренесансу як Мікеланджело, Леонардо та Рафаель, але він не був їх сліпим наслідувачем, а лише використав їх здобутки в пластиці фігур, композиції, колористиці для створення свого індивідуального, персонального стилю. В його манері характеристики стилю Мікеланджело та Рафаеля підсилені й перебільшені — як наприклад яскрава кольорова гама фігур на фресках Мікеланджело на стелі Сікстинської Капелли в Россо перетворюється на гаму майже флуоресцентної яскравості.
Криза гуманізму стає в його картинах очевидною: на зміну ідеалізованим, пропорційним, атлетичним тілам і фігурам приходять химерні, кістляві, виморені святі (дана характеристика найочевидніша в цих роботах: Pala dello Spedalingo, Cristo Morto di San Sepolcro, Allegoria della Salvezza). Вирази святих й персонажів на його картинках більше не є застилими в спокої й гармонії, вони допитливі, повні емоцій, переживань, трагізму й знаходяться у великому контрасті з традиційними зображеннями даних сюжетів (варто лише порівняти зображення Мадонни на картинах Рафаеля з зображеннями Россо)
Усі твори Россо відображають пошуки іншого шляху, потребу ствердження самобутньої мистецької індивідуальності.

## Галерея

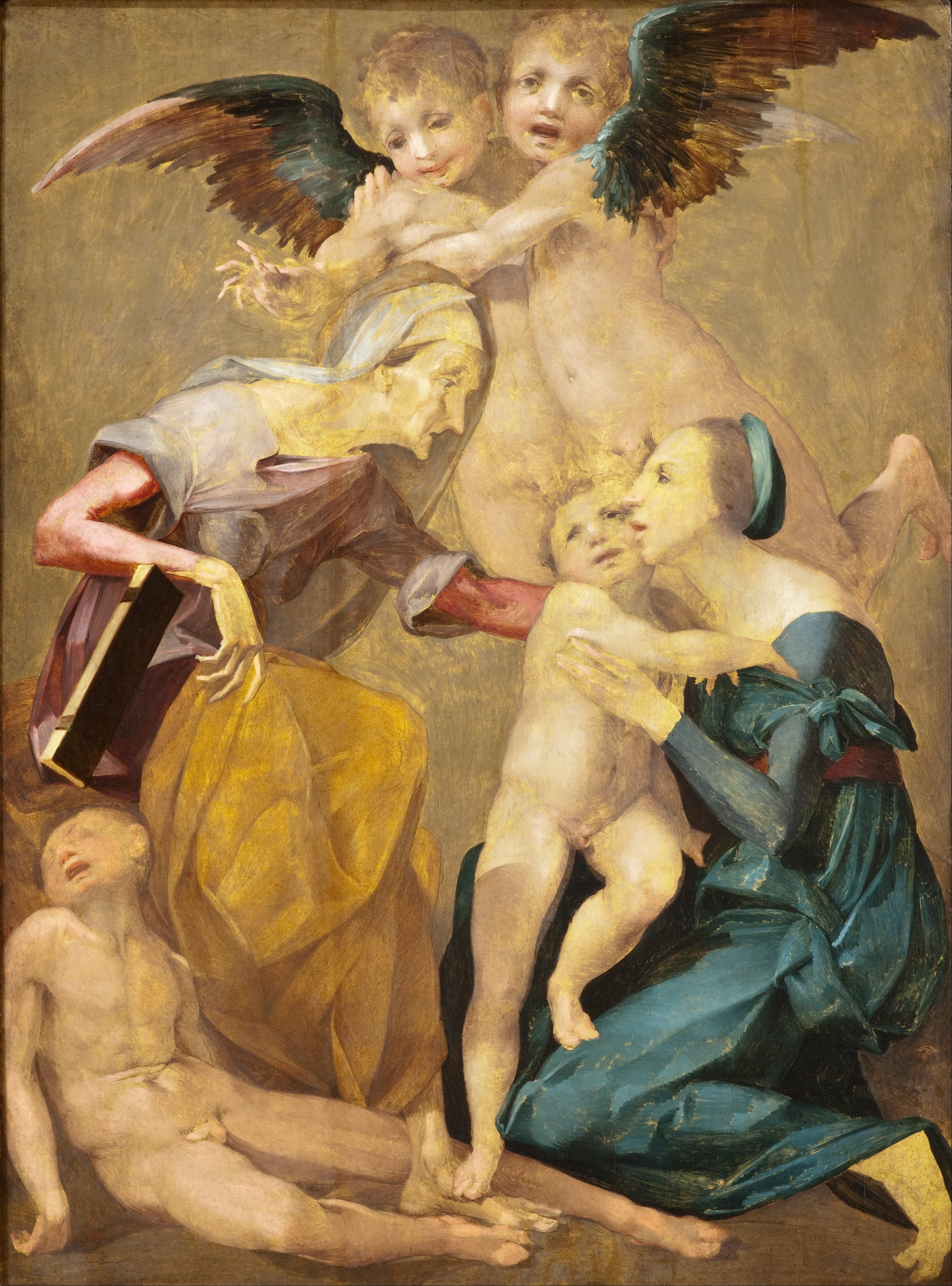
Алегорія Спасіння
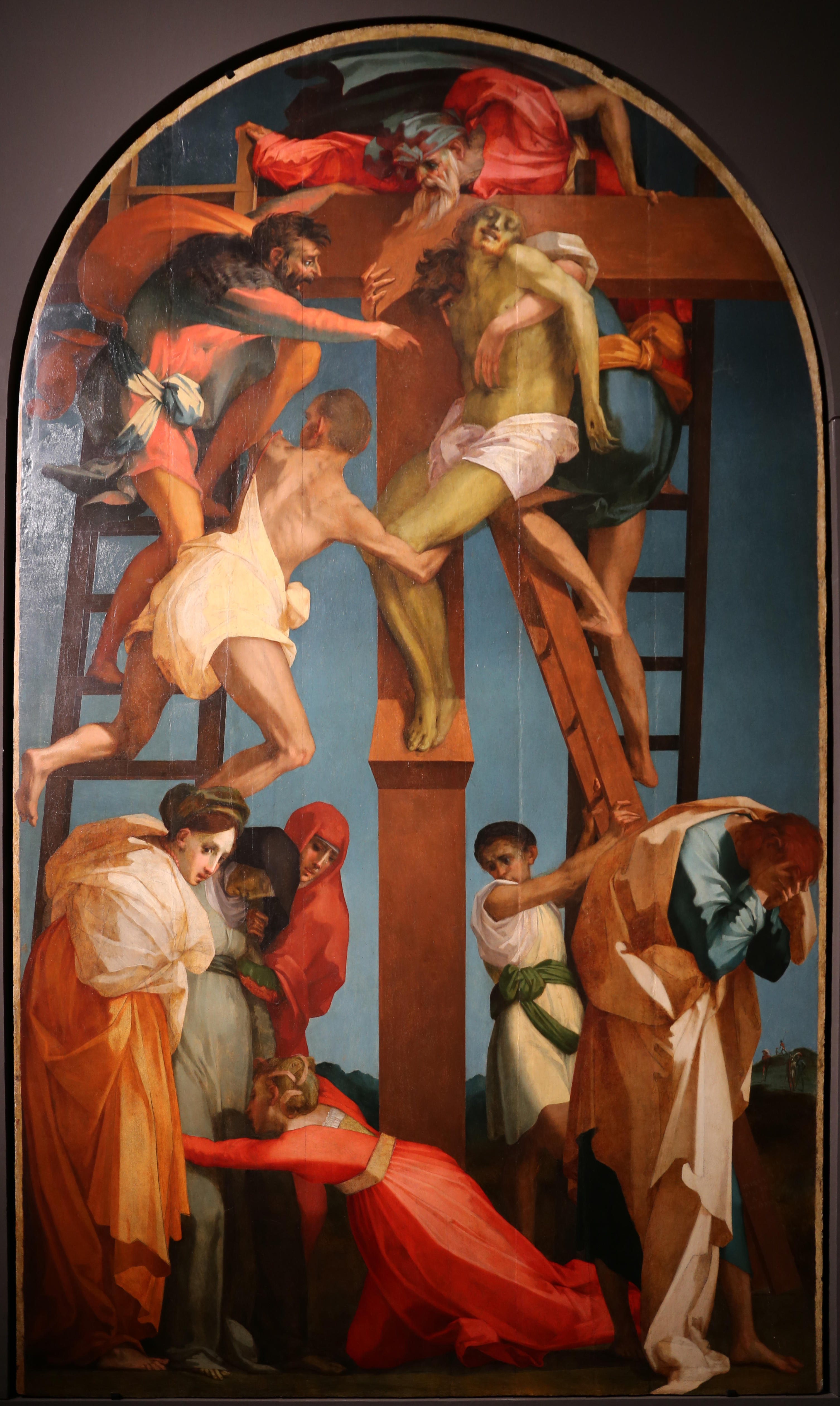
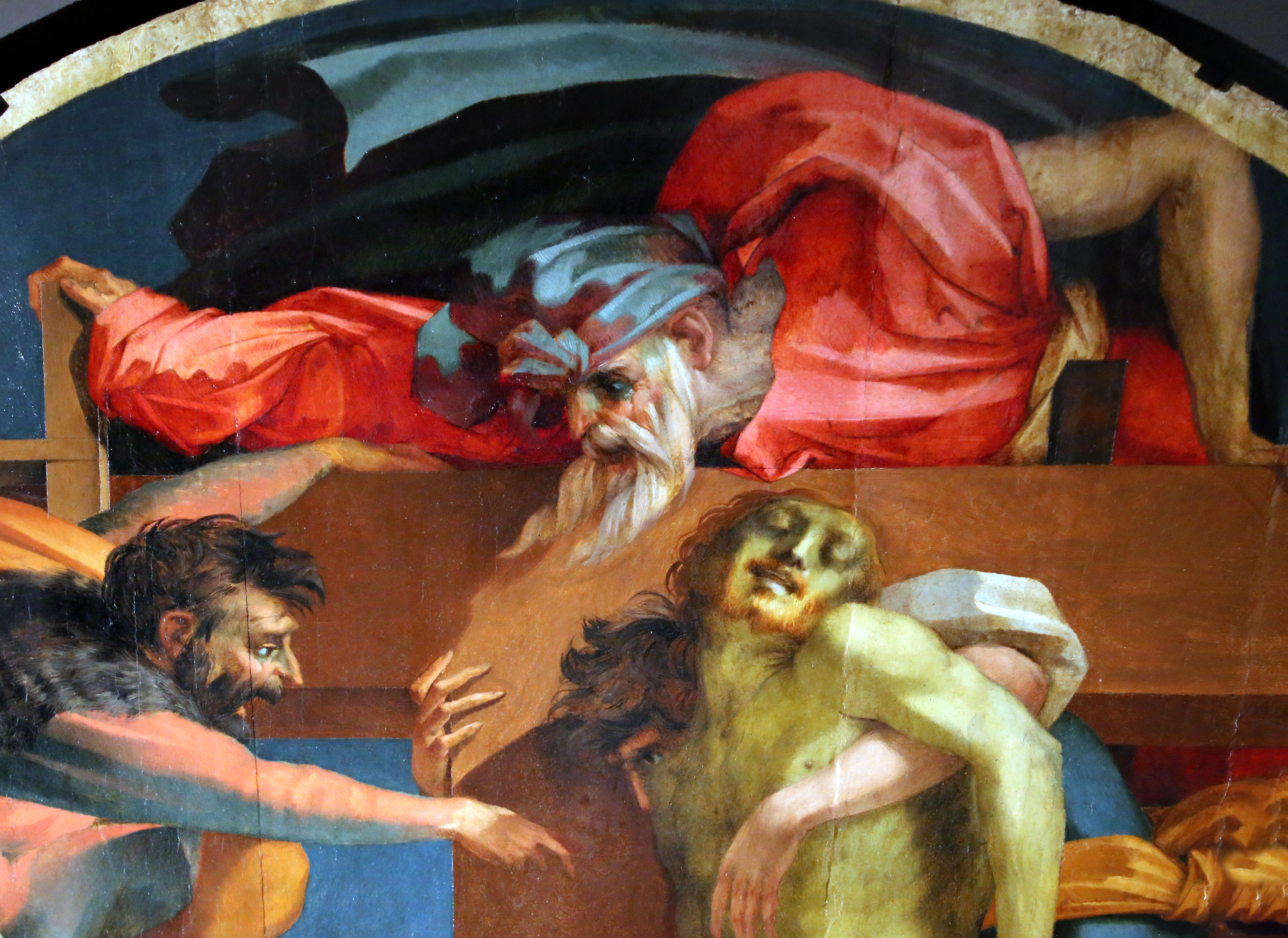
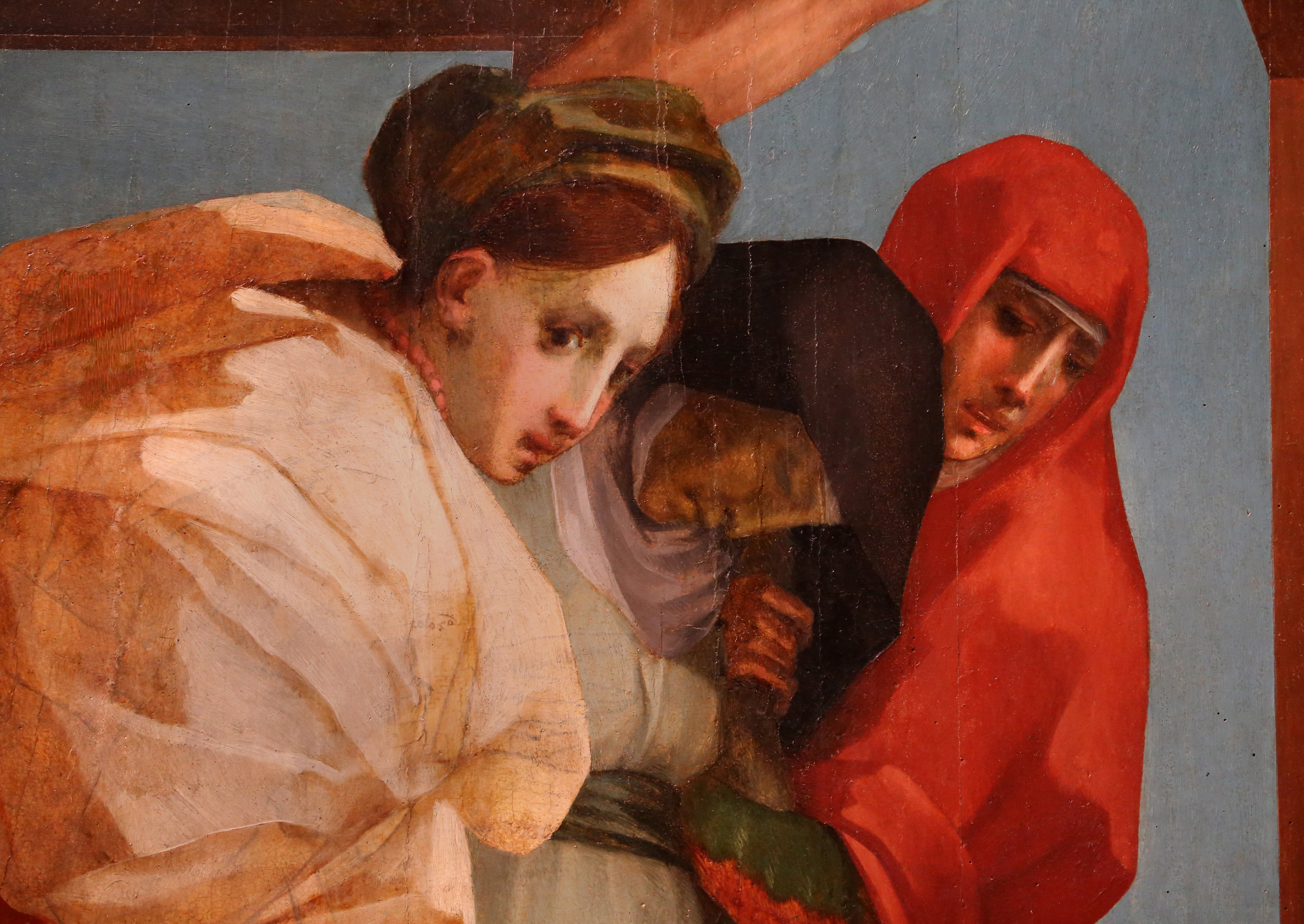
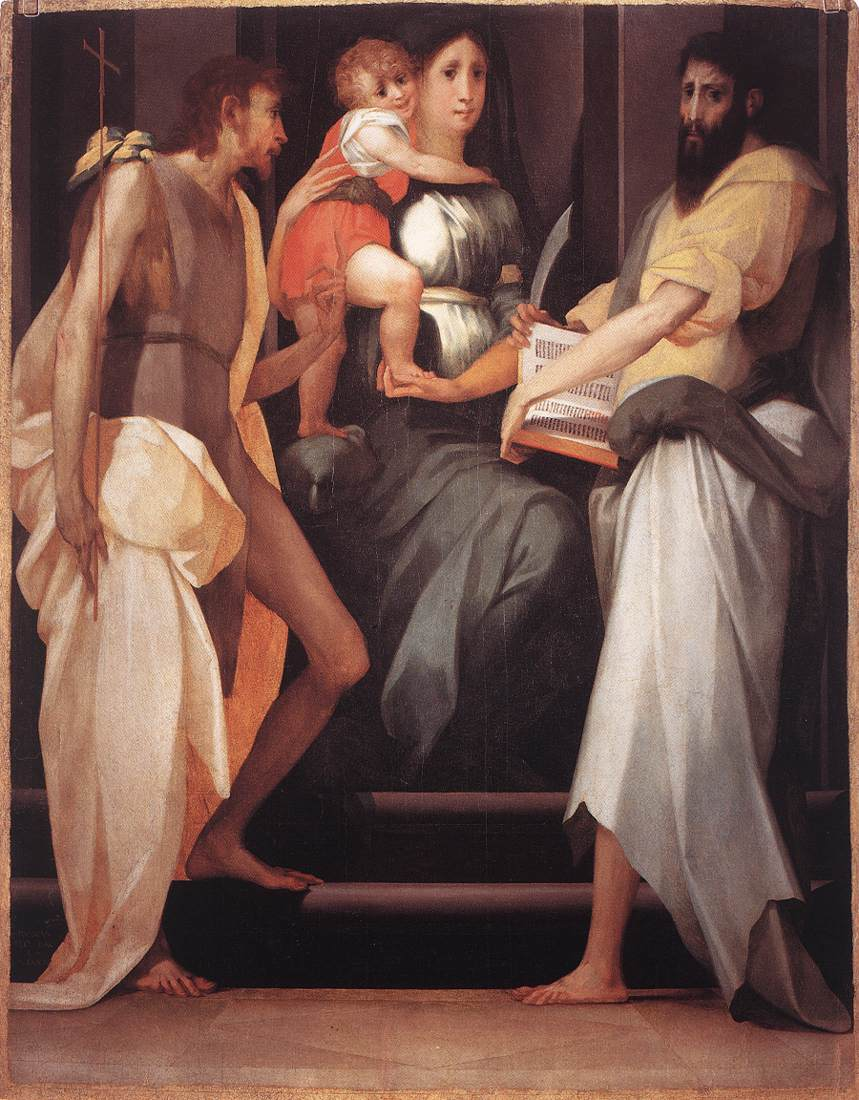
Алтарний образ Вілламанья
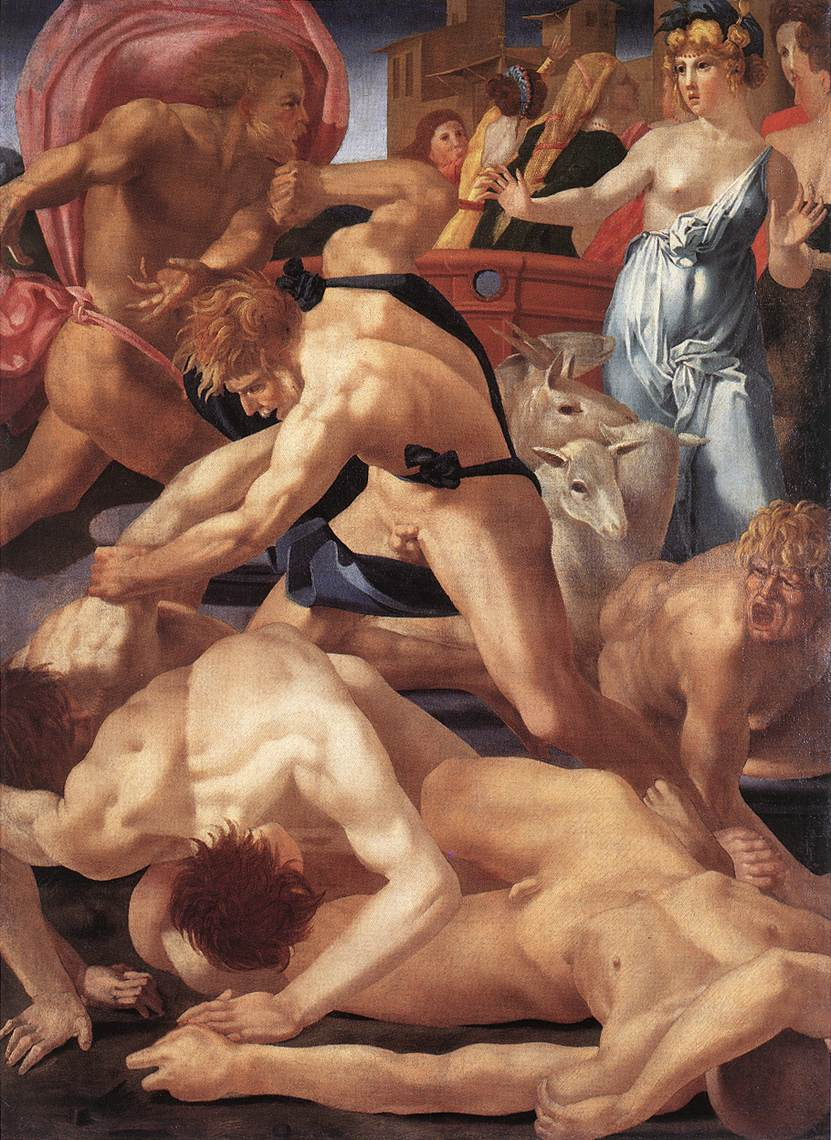
Мойсей захищає дочок Їтро